# Нижнє Риболово
Нижнє Риболово (рос. Нижнее Рыболово) — присілок в Приморському районі Архангельської області Російської Федерації.
Населення становить 48 осіб. Входить до складу муніципального утворення Островне поселення.

## Історія
Від 2004 року входить до складу муніципального утворення Островне поселення.

## Населення
| 2002 | 2010 | 2012 |
| ---- | ---- | ---- |
| 66   | ↘36  | ↗48  |